# Neige sur un amour nippon
Neige sur un amour nippon est un roman de Paul Mousset publié en 1953 aux éditions Grasset et ayant reçu le Grand prix du roman de l'Académie française la même année, ex æquo avec La Chasse royale de Pierre Moinot.

## Éditions
- Neige sur un amour nippon, éditions Grasset, 1953.